# Esenler Erokspor

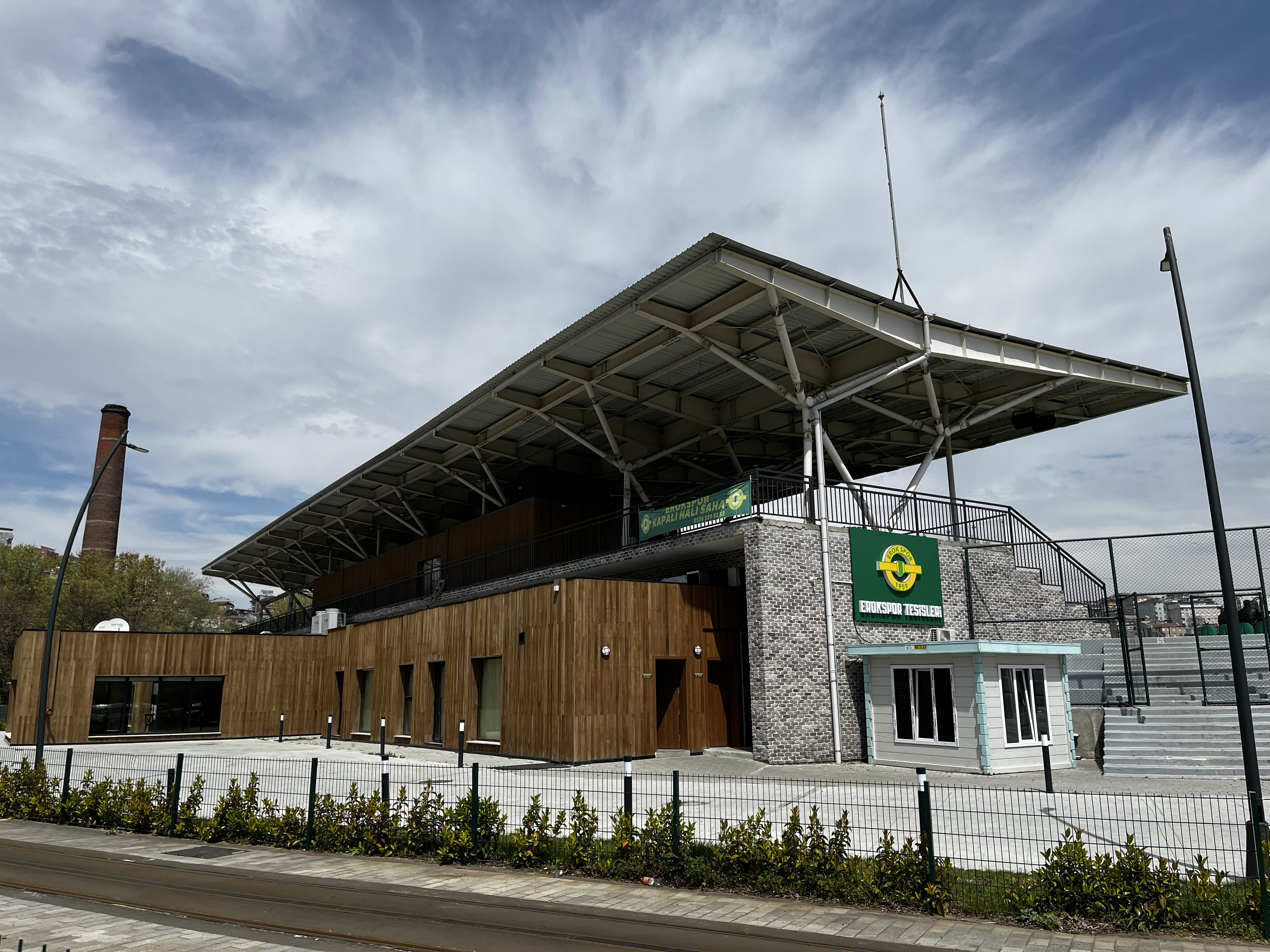
Erokspor sportcomplex

Esenler Erokspor is een sportclub uit het district Esenler opgericht op 16 november 1959 in het district Beyoğlu in de wijk Kasımpaşa te Istanboel, Turkije. Naast een voetbaltak heeft de club ook een basketbalteam. De clubkleuren zijn groen en geel, en de thuisbasis van de voetbalclub is het Esenler Stadion.

İstanbul ligt in de Marmararegio.

## Gespeelde Divisies
- TFF 1. Lig: 2024-
- TFF 2. Lig: 2022-2024
- TFF 3. Lig: 2017-2022
- Bölgesel Amatör Lig: 2014-2015, 2016-2017
- Amateur Divisies: 1959-2014, 2015-2016

## Erelijst
- TFF 2. Lig

Kampioen Witte Groep (1) : 2023-2024
- TFF 3. Lig

Kampioen Groep III (1) : 2021-2022
- Bölgesel Amatör Lig

Kampioen (1) : 2016-2017

## Bekende (oud-)spelers
- Cenk Gönen
- Mustafa Pektemek
- Gökhan Kardeş